# Баролини, Теодолинда
Теодолинда Баролини (Teodolinda Barolini; род. 19 декабря 1951, Сиракьюс, Нью-Йорк) — американский профессор итальянского языка в Колумбийском университете; дважды занимала должность заведующего соответствующей кафедрой. Феллоу Американской академии медиевистики (2000) и Американской академии искусств и наук (2001). Член Американского философского общества (2002). Доктор философии (1978). Именной профессор (Lorenzo Da Ponte Professor) Колумбийского университета. Иностранный член Accademia Olimpica (2015) и Академии деи Линчеи (2018). Президент Dante Society of America (1997—2003).
Дочь Антонио и Хелен Баролини (отец умер, когда Теодолинде было 19 лет). Окончила колледж Сары Лоуренс (бакалавр классики, 1972). В Колумбийском университете получила степени магистра итальянского языка (1973) и доктора философии в области сравнительной литературы. Начала свою карьеру ассистент-профессором в Калифорнийском университете в Беркли в 1978 году. С 1983 по 1992 год преподавала в Нью-Йоркском университете. В 1992 году вернулась в Колумбийский университет — на должность заведующей кафедрой итальянского языка, коей являлась по 2004 год и в 2011—2014 годах. С 1999 года там именной профессор (Lorenzo Da Ponte Professor) итальянского языка. Гуггенхаймовский стипендиат (1998).
Редактор веб-сайта Digital Dante.
Автор работ о Данте, Петрарке, Боккаччо и средневековой лирике. Замужем.
Автор трех книг: Dante’s Poets: Textuality and Truth in the 'Comedy' (Princeton: Princeton University Press, 1984; Italian trans. 1993); The Undivine Comedy: Detheologizing Dante (Princeton: Princeton University Press, 1992; Italian trans. 2003); Dante and the Origins of Italian Literary Culture (New York: Fordham University Press, 2006).